# Xã Concord, Quận Dodge, Minnesota
Xã Concord (tiếng Anh: Concord Township) là một xã thuộc quận Dodge, tiểu bang Minnesota, Hoa Kỳ. Năm 2010, dân số của xã này là 574 người.